# Mesagrion
Mesagrion is een geslacht van libellen (Odonata) uit de familie van de Megapodagrionidae (Vlakvleugeljuffers).

## Soorten
Mesagrion omvat 1 soort:
- Mesagrion leucorhinum Selys, 1885